# Frances Grundy

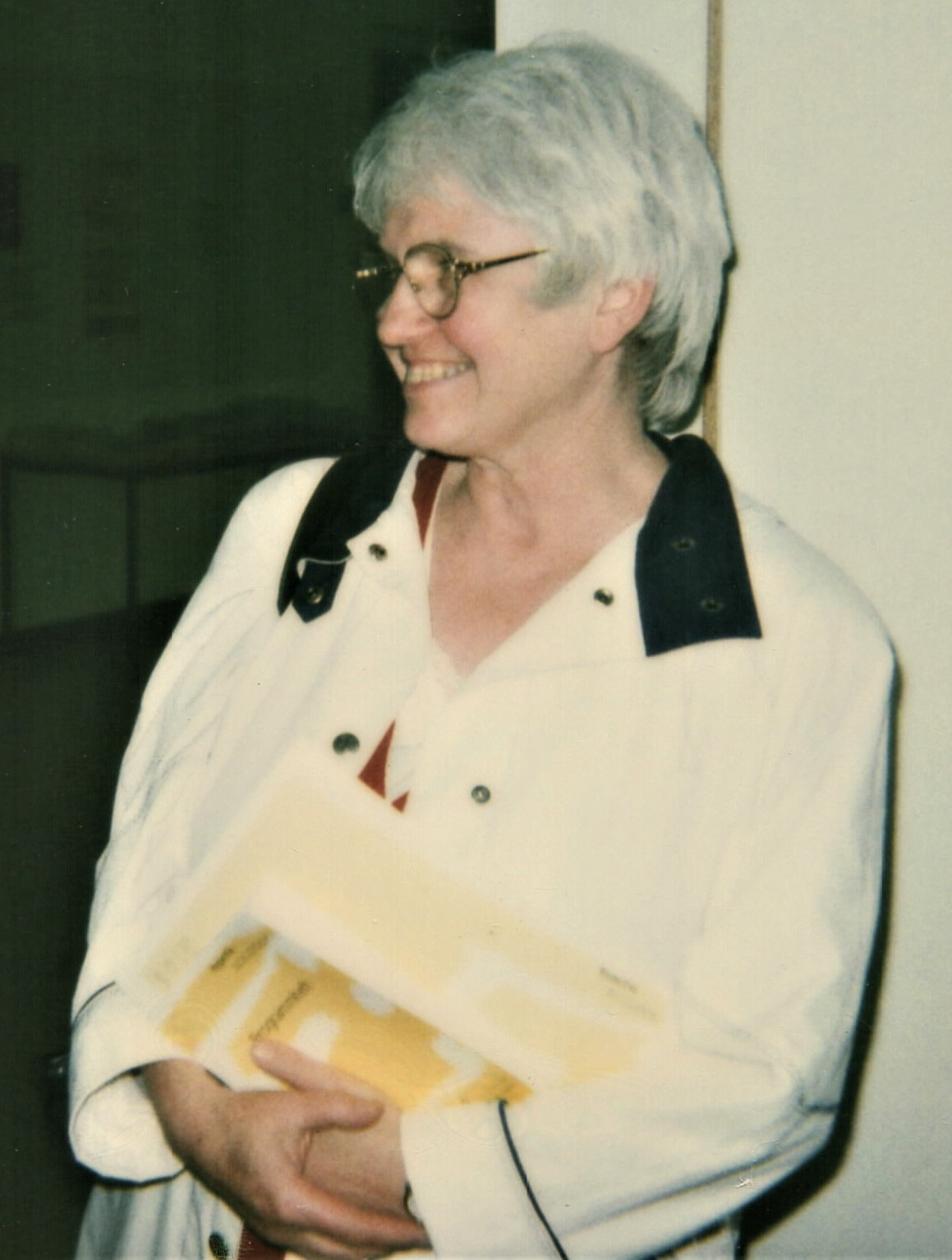
Frances Grundy auf dem 25. Kongress von Frauen in Naturwissenschaft und Technik 1999 in Darmstadt

Anna Frances Grundy (* 1942 in Dorking) ist eine britische Informatikerin und ehemalige Hochschullehrerin für Computer Studies an der Keele University. Sie befasst sich mit Gender Studies in der Informatik.

## Leben und Wirken
Frances Grundy wurde während des Zweiten Weltkriegs geboren. Ihre Familie wechselte häufig den Wohnort, da der Vater, David Donaldson (1915–2004), Pilot der Royal Air Force war. 1946, nach Kriegsende, ließen sie sich in London nieder, wo der Vater als Anwalt arbeitete. Ihre Schulzeit verbrachte Frances Grundy ab dem Alter von acht Jahren in zwei Internaten in Hampshire. An der Keele University studierte sie Mathematik und Wirtschaft. Sie arbeitete einige Jahre bei English Electric Computers und heiratete John Grundy, der 1966 in Keele Philosophie unterrichtete. Eine Tochter wurde 1968 geboren. Ihre Doktorarbeit unter dem Titel: Interactive computer graphics in multivariate statistical research schloss sie 1977 ab.
Bis 1980 arbeitete Grundy im Rechenzentrum der Keele University. Im Anschluss, von 1982 bis zu ihrer Rente im Jahr 2004 lehrte sie dort Computer Studies. 1998 forschte sie als Gastwissenschaftlerin am Institut für Informatik und Gesellschaft der Universität Freiburg. Vortrags- und Forschungsreisen führten sie nach Schweden, Finnland, Österreich und Deutschland. 
Frances Grundy war in der Gewerkschaftsbewegung an der Universität aktiv. Als Stellvertretende Vorsitzende und später als Vorsitzende des Verbandes Women into Computing (gegründet 1987 in Großbritannien) setzte sie sich u. a. bei der British Computer Society für Frauenbelange in der Informatik ein. Zusammen mit ihrem Mann John Grundy veröffentlichte sie 1996 unter dem Titel Women and Computers eine Streitschrift, die sich vor dem Hintergrund einer feministischen Wissenschaftskritik mit Ursachen des geringen Frauenanteils im Feld der Computerwissenschaft und Softwareindustrie befasste. Nicholas Booth bewertete diese in einer Rezension für die englische Tageszeitung The Times im März 1996 als „eine wichtige Analyse in Bezug auf die Rolle von Frauen bei der Nutzung von Technologie“. Das Buch zeige „die Nachteile auf, mit denen sie konfrontiert“ würden, wenn sie in die Informatik einsteigen wollten. Es sein „ein valider Beitrag zum üblicherweise mit Fachjargon durchsetzten Kanon von Arbeiten über die Computerwissenschaften“.

## Forschung
Grundy lehrte und forschte an der Keele University in der Informatik zum Schwerpunkt Datenbanken und Systementwicklung und richtete sich zunehmend interdisziplinär aus. Sie wandte sich ausgehend von den Erfahrungen als Lehrende in einem männerdominierten Fachgebiet der Geschlechterforschung in der Informatik zu. Frances Grundy arbeitet zum Verhältnis von Gender und Technologie, Gender und Naturwissenschaft und insbesondere zu Gender und IT.

## Zitat
Zu ihrer Motivation, sich für Frauen in der Informatik zu engagieren, äußerte sich Frances Grundy in einem Interview mit Patricia Jung in der Freiburger Zeitung zum Sonntag:

„Es gibt viele Berufsfelder, in denen bisher kaum Frauen arbeiten, aber es gibt wenige, wo auch der Anteil der Studentinnen so gering ist. Paradoxerweise ist das – und der Fakt, daß Informatik noch ein relativ junges Fach ist – auch eine Chance: zu erkunden, warum das so ist, und die Dinge zu ändern, bevor sie festgefahren sind. Was mich persönlich betrifft, haben mich Rechner immer fasziniert, seit ich Mitte der sechziger Jahre angefangen habe, damit zu arbeiten. Aber ich hatte nie das Gefühl, richtig dazu zu gehören. Anstatt jetzt meine Energie zu verschwenden, indem ich dieses Gefühl bekämpfe, habe ich mich entschieden, die Gründe dafür herauszufinden.“

## Veröffentlichungen (Auswahl)
- Interactive Computer Graphics in Multivariate Statistical Research, Keele University, 1977.
- mit British National Conference on Databases (Hrsg.): Proceedings of the Fourth British National Conference on Databases (BNCOD4), University of Keele 10-12 July 1985, Cambridge University Press, Cambridge 1985.
- mit Michael F. Worboys (Hrsg.): Advances in Databases. Springer, 1993, ISBN 978-3-540-56921-3.
- mit John Grundy: Women and Computers. Intellect Books, Oxford 1996, ISBN 978-1-871516-36-4.
- mit Doris Köhler, Veronika Oechtering, Ulrike Petersen (Hrsg.): Women, Work and Computerization: Spinning a Web from Past to Future. Springer, Berlin 1997 und 2008. ISBN 978-3-540-62610-7
- mit Jacqueline Achibald, Judy Emms, Janet Payne, Eva Turner (Hrsg.): The Gender Politics of ICT. Middlesex University, 2005, ISBN 978-1-904750-46-8.
- Righting the Wrong. Closing the Gender Gap in Computing, Lulu Publishing, Morrisville 2020, ISBN 978-1-716-78065-3.